# Castellbisbal
Castellbisbal es un municipio y localidad de la comarca del Vallés Occidental, situado en la provincia de Barcelona, en la comunidad autónoma de Cataluña, España. Tiene una extensión de 31,15 kilómetros cuadrados y está situado en el curso bajo del río Llobregat, en la confluencia de la riera de Rubí. 

## Geografía
Integrado en la comarca de Vallés Occidental, se sitúa a 31 kilómetros de la capital catalana. El término municipal está atravesado por la autovía del Nordeste A-2 entre los pK 587 y 592, además de por la autopista del Mediterráneo AP-7, que conecta con Gerona y Tarragona, por la carretera C-243c, que se dirige a Tarrasa, y por las carreteras locales B-150 y B-151, que sirven de conexión interna por el territorio. 
El relieve del municipio está caracterizado por el valle del río Llobregat por el sur y por una zona más montañosa con torrentes y rieras por el norte que supera los 200 metros de altitud. La altitud oscila entre los 267 metros al norte y los 40 metros a orillas del río Llobregat. El pueblo se alza a 152 metros sobre el nivel del mar. 
| Noroeste: Ullastrell                         | Norte: Rubí                                        | Noreste: Rubí                                |
| Oeste: Abrera y Martorell                    |                                                    | Este: Rubí, San Cugat del Vallés y El Papiol |
| Suroeste: Martorell y San Andrés de la Barca | Sur: San Andrés de la Barca y Corbera de Llobregat | Sureste: El Papiol y Pallejá                 |

## Historia

### Prehistoria
Los indicios más antiguos de población datan del 2000 a. C. En 1953 se produjo un deslizamiento de tierras que dejó al descubierto un par de esqueletos y restos de cerámica local cocida en hoguera, que actualmente se encuentran expuestos en el museo municipal de Molins de Rey.

### Época romana
Se han descubierto dos yacimientos de la época romana, uno en la riera de Salzes, donde incineraban los cadáveres y el segundo en el llano de la confluencia de la riera de Rubí con el río Llobregat, donde enterraban a los muertos.
Aparte, encontramos los restos de una cantera en la urbanización de Comte de Sert, así como los trazos de la antigua Vía Augusta, que bordeaba el río Llobregat, cruzándolo por el Puente del Diablo.
El Puente del Diablo fue construido por un capitán del Imperio cartaginés (aunque se cree erróneamente que fue construido por el Imperio romano),[cita requerida] Aníbal Barca (en fenicio Hanni-baal חניבעל, que significa «quien goza del favor de Baal»[1] y Barqa ברק, «rayo») en el 218 a. C. 
Antecedentes:
En 237 a. C. Amílcar, padre de Aníbal, después de la 1.ª guerra púnica contra Roma en la que los primeros perdieron, marchó a conquistar Hispania para restablecer la economía del Imperio púnico. Fue asesinado por los rebeldes íberos en 229 a. C.
Le sucedió su yerno Asdrúbal que firmó en 226 a. C. un tratado con Roma por el que la península ibérica quedaba dividida por el río Ebro en dos zonas de influencia. Así, el norte de dicha frontera pertenecía al Imperio romano y la ribera sur pertenecía al Imperio cartaginés o púnico. En 221 a. C. Asdrúbal fue asesinado por un esclavo.
Le sucedió Aníbal, hijo de Amílcar.
En 219 a. C. Roma firmó un protectorado con la ciudad de Sagunto, situada en territorio Cartaginés. Ante este hecho, el Ejército cartaginés comandado por Aníbal ataca Sagunto, y la conquista. Roma dice que se ha roto el tratado firmado en 241 a. C. y entonces Cartago declara la guerra a Roma (inicio de la 2.ª guerra púnica).
Aníbal divide a su ejército haciendo volver a la mitad de los hombres a tunicia para protegerla de los ataques de la flota romana y la otra mitad se dirige hacia Italia, cosa que el Imperio romano no se espera.
En 218 a. C. llegan a la Villa de Martorell y construyen el Puente del Diablo, dejando la siguiente inscripción:

Por los años de 535 de la fundación de Roma fue construido este admirable puente por el grande Aníbal, capitán cartaginés, e hizo erigir el arco triunfal que aún existe a su salida (en la parte de Castellbisbal) en honor de su padre Amílcar.

(Texto extraído de los documentos depositados en la biblioteca de la Abadía de Montserrat).
Debemos recordar que Roma fue fundada en el 753 a. C., por lo que 535 años después es el 218 a. C.

### Época medieval
De la Edad Media nos ha llegado otra hazaña sucedida en el Puente del Diablo de Martorell-Castellbisbal. 
En las sucesivas guerras entre cristianos y sarracenos, encontramos una acaecida en esta zona en el 795 d. C. Lo sabemos por un precepto de Carlomagno otorgado en Aquisgrán en esa fecha a favor de un fiel suyo, Joan Hispà, que había vencido a los sarracenos infieles en el pagus de Barcelona. El texto carolingio dice lo siguiente:

Johannes ipse super ereticos sive Sarracenos infideles nostros magnum certamen certavit in pago Barchinonense, ubi superavit eos in locum ubi dicitur ad Ponte, et occedit de jamdictos infideles et cepit de ipsos spolia.

Casi un siglo más tarde, en 898 d. C., todavía encontramos que continúan las guerras entre cristianos y sarracenos en esta zona. La fuente es de dos biógrafos hispano-musulmanes, Ibn al-Faradi y Ibn al-Abbar, que hablan incidentalmente de una batalla que tuvo lugar ese año en Bighash (Begues).
No se sabe exactamente cuando los condes catalanes conquistaron toda esta zona, aunque entre el texto carolingio y la fuente biográfica de los sarracenos podemos ver que las guerras duraron más de 100 años. Lo que sí sabemos es que en el 801 d. C. Luis el Benigno restauró la diócesis de Barcelona y que por los años de 950 d. C., los nobles catalanes ya compraban y vendían castillos en esta zona, por lo que es lógico pensar que ya los habían conquistado, estando sometidos a dicha diócesis visigótica y no a la de Egara.
Ello hizo que el obispo de Egara empezara una cruzada para conquistar dichos castillos que antaño fueron de su diócesis, pero el rey carolingio se lo impidió.
En el 985 d. C., el califa al-Mansur cruza estos parajes y se dirige a Barcelona para sitiarla, sorprendiendo a los cristianos desprevenidos, aprovechando los tratados de paz con Córdoba, que implicaban, por voluntad califal, la destrucción de las fortificaciones fronterizas. El Conde Borrell de Barcelona hizo un llamamiento a todos los estamentos militares de Cataluña para que fueran a proteger la ciudad. Los cristianos perdieron la batalla y los sarracenos hicieron muchos prisioneros que se llevaron a Córdoba.
A partir de estos hechos los cristianos empiezan un proceso de fortificación y consolidación feudal de la comarca. Así pues la batalla contra al-Mansur fue un potenciador del fenómeno de la feudalización. Los castillos que estaban habitados por vicarios, pasan a ser la residencia directa de los señores feudales. Empieza la primera repoblación.
Finalizadas las batallas contra los sarracenos, empieza a haber conflictos entr los distintos señores feudales. Así pues hacia el 1041 encontramos que Mir Geribert, señor del Castillo y de la baronía de Eramprunyà, se rebeló contra el Conde de Barcelona, Ramón Berenguer el Vell, y se intituló Príncipe de Olerdola. Una sentencia de un tribunal en 1044 pone fin a la revuelta, haciendo que los seguidores de Mir Geribert empeñoraran sus dominios de Castellbisbal del Llobregat. A los pocos años Ramón Berenguer pasó a poseer estas tierras.
El tercer documento escrito en catalán después del Forum Iudicum y Les Homilíes d'Organyà es el Capbreu de les rendes, drets feudals i tributs, pertanyents al Bisbe de Barcelona en lo Castell Bisbal del Llobregat, data del año 995 a 1010 d. C. y está depositado en el archivo de la Catedral de Barcelona Liber Antiquitatis Ecclesie Cathedralis vol. IV, folio 69, doc.num. 195. Este escrito nos habla de las rentas y tributos que debían pagar los terratenientes al episcopado de Barcelona (gallinas, piernas de carne salada, trigo... y una tercera parte de la herencia que dejasen los difuntos).
Ben Viure (Buen vivir en castellano) era el nombre del Castillo y por extensión del pueblo hasta la mitad del siglo XII; entonces comenzaron a llamarlo Castell del Bisbe por ser feudatario de la sede barcelonina, de donde derivó hasta la época actual el nombre de Castellbisbal, excepto durante siete meses de la Guerra Civil, que le llamaron Fruiters (fruteros en castellano).
En 1051, el obispo Gilabert de Barcelona ordenó reconstruir la iglesia parroquial. Posteriormente, este templo fue destruido por un incendio en 1167.
Señores del castillo:
- 1045 - El primer señor del castillo conocido, era de la familia de los Castellvell, Guillem Ramón I de Castellvell.
- 1134 - Ramón de Castellvell.
- 1137 - Ramón Beremon de Castell-Bisbal (fue el primer de los Castellbisbal).
- 1177 - Bernat de Castell-Bisbal. (Peregrina a tierra santa).
- 1191 - Albert de Castellvell. (Peregrina a tierra santa junto a Bernat). Muere sin descendencia.
- 1210 - Guillem de Castellvell.
- 1212 - Berenguer de Castell-Bisbal. Con castellbisbalenses reconquistan Mallorca en 1229 d. C.
- 1271 - Berenguer de Castell-Bisbal.
- 1275 - Bernat de Castell-Bisbal.
- 1290 - Bertomeu del Bisbe, Castlá. Robó en Barcelona a un carnicero y otros ciudadanos de la ciudad condal. En agosto de ese año, Barcelona se alza en guerra contra Castell-Bisbal y una vez tomado, destruye el castillo y lo deja en ruinas.
- 1305 - Berenguer de Castell-Bisbal.
- 1361 - Dalmau de Castell-Bisbal.
- 1400 - Obispo de Barcelona. Por deudas, los Castell-Bisbal pierden el Castillo.
- 1449 - Joan de Castell-Bisbal. El rey Alfonso IV de Aragón, después de grandes méritos, lo restituye a dicho señor de Castell-Bisbal. Joan de Castell-Bisbal era el castlá del castillo de Sant Angelo de Gayeta de la ciudad de Nápoles por orden expresa de Su Majestad el rey.
- 1454 - Francesch de Castell-Bisbal. Periodo de la guerra de los 10 años. Disputas familiares entre los Castell-Bisbal. Entonces Francesch es acusado de desertor, criminal... y la corte real catalana lo desposee de sus bienes y del castillo de Ben Viure.
- 1464 - Arnau de Orcau, Barón de Orcau y señor de Castell-Bisbal, fue el último de los Castell-Bisbal. El rey Pere IV le restituye todos los bienes que se le habían confiscado a su tío Francesch.
- 1473 - El rey Juan II de Antequera libró el castillo a la familia Requesens de Soler y mando construir el actual templo de San Vicente de Castellbisbal situado en la plaza de la Iglesia. Convertidos los señores del castillo en nobleza de palacio, fueron a residir a la corte real, alejándose de los señoríos.
- 1510 - Condesa de Palamós.
- ¿?  - Marqués de Vilafranca y de los Vélez.
- ¿?  - Los Fajardo.
- ¿?  - Los Álvarez de Toledo.
- ¿?  - La Condesa de Sobradiel.
- ¿?  - Vuelve el Castillo a propiedad de la Iglesia.
- - Son expropiados por el estado todos los bienes del clero. Desamortizaciones de Mendizábal.

A mediados siglo XIX comienza el "associacionisme", con la creación de l'Associació de Quintes, la Germandat de Sant Isidre, la Organització Sindical Obrera, la Companyia d'Aigües de ca n'Elies, etc.

### Época moderna
En 1860 el ferrocarril atravesaba el término y en 1863 se trasladó el cementerio de la plaza a la propiedad de Can Margarit. 
Desde 1900 hasta la actualidad, se pueden distinguir seis épocas diferenciadas: 
1. Hasta 1918 había una gran capacidad de organización. Se construyeron la estación y la carretera, se crea la compañía del gas, ponen el agua corriente y el alumbrado eléctrico, fundan el club de fútbol, se puso el primer teléfono y proyectan el pueblo hasta 1960. Esta época acaba con la epidemia de la gripe y al final de la guerra europea.
2. De 1919 a 1936 se opera un cambio en el cultivo de la viña. Se plantan campos de frutales en el secano y huertos en el regadío, se inicia el reparto de vino en garrafas y llevan al mercado sus productos.
3. De 1936 a 1939 se sufrió la Guerra Civil y mueren 31 habitantes.
4. De 1939 a 1950, los años marcan una larga y famélica posguerra, con la pérdida de asociaciones y costumbres que no se recuperarán.
5. De 1951 a 1962, vuelve a ser el pueblo campesino que la guerra había interrumpido, y toman conciencia de que con su oficio tradicional es difícil vivir. En 1962, después de unas inundaciones, una gran nevada y las intensas heladas, comienza el fin de la campesinado, abandonando las tierras para dedicarse al comercio agrícola y reparto a domicilio de vino y aceite. La construcción de polígonos industriales y la continuada construcción de fábricas transforma la población en eminentemente industrial.

El 5 de diciembre de 1903, el señor de Can Corominas, el Dr. Rafael Bufill Fors, junto a su esposa, Doña Dionisia Canadell Paricio, firmaron un acuerdo con el Ayuntamiento de la Villa de Castellbisbal y con la Compañía de los Ferrocarriles de Madrid a Zaragoza y a Alicante, por el cual los primeros cedían un terreno de 25 000 metros cuadrados a dicha Compañía de Ferrocarriles, así como la cantidad de 10 000 pesetas, para la construcción de una estación de ferrocarril y una vía y andén para mercancías, y el Ayuntamiento de Castellbisbal debía donar, asimismo, la cantidad de 10 000 pesetas para la construcción de dichas infraestructuras.
Las obras debían estar finalizadas en menos de un año, como así fue. Posteriormente, dicha familia cedió los terrenos para la construcción de una carretera, a través de la Heredad, que debía comunicar la Villa de Castellbisbal con su estación, que quedaba (y sigue quedando) a 2 quilómetros de distancia. Aparte, también financiaron la llegada del agua, la electricidad y el teléfono a dicha estación de ferrocarril.
En el 25 aniversario de esta efeméride, el Ayuntamiento de Castellbisbal obsequió a los consortes con una placa que dice así:

"A los Beneméritos Patricios Dr. Rafael Bufill Fors y Dionisia Canadell de Bufill, en memoria de la fundación de la Estación, Carreteras, electricidad y teléfono, en el XXV. aniversario de la inauguración de la Estación. MAYO de MCMXXVIII. La Villa de Castellbisbal Agradecida"

## Cultura

### Fiestas locales
Castellbisbal celebra dos fiestas locales:
- El 22 de enero: dedicada al patrón de la población, San Vicente. Esta fiesta enmarca todos los actos y actuaciones que se organizan durante la fiesta mayor de invierno.
- El 20 de agosto; para conmemorar la llegada del agua y la luz al pueblo el año 1911. Se celebra la fiesta mayor de verano; durante cinco o seis días se mezclan los actos festivos tradicionales y culturales con otros más innovadores y modernos.

## Demografía
Castellbisbal cuenta con una población de 12 972 habitantes (INE 2024).
| Gráfica de evolución demográfica de Castellbisbal entre 1842 y 2021                                                                                                  |
| |
| Población de derecho según los censos de población del INE. Población de hecho según los censos de población del INE.En este censo se denominaba Castellbubal: 1842. |

### Núcleos de población
Castellbisbal está formado por dieciocho núcleos o entidades de población. 
Lista de población por entidades:
| Entidad de población                             | Habitantes (2023) |
| ------------------------------------------------ | ----------------- |
| Área Industrial del Llobregat                    | 0                 |
| Can Costa                                        | 1102              |
| Can Nicolau de Dalt                              | 99                |
| Can Santeugini                                   | 1553              |
| Casetes de Ca n'Oliveró, Les                     | 24                |
| Castellbisbal                                    | 7897              |
| Colonia del Carmen                               | 21                |
| Conde de Sert                                    | 1313              |
| Costablanca                                      | 457               |
| Polígono industrial Ca n'Esteper                 | 0                 |
| Polígono industrial Can Cases del Riu            | 0                 |
| Polígono industrial Castellbisbal Sur            | 0                 |
| Polígono industrial Conde de Sert                | 15                |
| Polígono industrial San Vicente                  | 0                 |
| Polígonos Industriales de Can Galí y els Ferrers | 0                 |
| Polígonos Industriales de Santa Rita y Agripina  | 0                 |
| Santa Rita                                       | 74                |
| Santa Teresita                                   | 258               |
| Fuente: Municat                                  |                   |

### Evolución demográfica
| 6702                       | 7269 | 7887 | 8696 | 9344 | 9791 | 10 352 | 10 842 | 11 272 |
| (Fuente: [cita requerida]) |      |      |      |      |      |        |        |        |

- Gráfico demográfico de Castellbisbal entre 1790 y 2005

1717-1981: población de hecho; 1990- : población de derecho

## Administración y política
| Periodo   | Nombre                                                            | Partido                                             |
| --------- | ----------------------------------------------------------------- | --------------------------------------------------- |
| 1979-1983 | Pere Cañadell i Rabella                                           | Candidatura Independent de Castellbisbal - Mayoría  |
| 1983-1987 | Antoni Duran i Rabella                                            | PSC - Mayoría Absoluta                              |
| 1987-1991 | Antoni Duran i Rabella                                            | PSC - Mayoría Absoluta                              |
| 1991-1995 | Joan Playà Guirado                                                | Alternativa per Castellbisbal - Coalición con CiU   |
| 1995-1999 | Joan Playà Guirado                                                | Alternativa per Castellbisbal - Coalición con IC    |
| 1999-2003 | Joan Playà Guirado                                                | Alternativa per Castellbisbal - Mayoría Absoluta    |
| 2003-2007 | Joan Playà Guirado                                                | Alternativa per Castellbisbal - Mayoría Absoluta    |
| 2007-2011 | Maria Dolors Conde Domínguez                                      | PSC-PM - Coalición con TXC y ERC                    |
| 2011-2015 | Conxi Llurba (2011-2013) Maria Dolors Conde Domínguez (2013-2015) | Convergència i Unió - Coalición con PSC             |
| 2015-2019 | Joan Playà Guirado                                                | Alternativa per Castellbisbal,- Coalición con ERC   |
| 2019-2023 | Joan Playà Guirado                                                | Alternativa per Castellbisbal - Coalición con JxCat |
| 2023-act. | Dolors Conde Domínguez                                            | SOM-HI - CP - Coalición con SOM VEU y ERC           |